# Egon Zimpel
Egon Zimpel (* 16. August 1943 in Burg; † 29. April 2022 in Erfurt) war ein deutscher Maler und Grafiker.

## Leben und Werk
Die Eltern Zimpels betrieben in Burg eine Bäckerei. Sein Vater starb als Soldat der Wehrmacht im Zweiten Weltkrieg und die Mutter führte den Betrieb allein weiter. Nach der Schulzeit absolvierte er bei einem Onkel eine Lehre als Maler. Daneben besuchte er einmal in der Woche abends einen Malkurs. Nach dem Wehrdienst bei der Volksmarine, wo er es bis zum Unteroffizier brachte, studierte Zimpel von 1965 bis 1968 Grafik an der Fachschule für angewandte Kunst Heiligendamm. Dabei lernte er Otto Niemeyer-Holstein kennen. Es entstand eine enge Freundschaft, und Niemeyer-Holstein wurde zum künstlerischen Vorbild Zimpels.
Nach dem Studienabschluss zog er nach Erfurt und arbeitete als Farbgestalter beim Wohnungsbaukombinat Erfurt. Erst später ließ er sich als freischaffender Künstler in Erfurt nieder. Er war bis 1990 Mitglied des Verbands Bildender Künstler der DDR und erhielt den Kunstpreis des FDGB. Er arbeitete aktiv in der Filmklubbewegung der DDR. 1983 war er an gebrauchsgrafischen Arbeiten im Zusammenhang mit der zentralen Ausstellung „Martin Luther, Leben und Werk“ des Lutherkomitees der Evangelischen Kirchen in der DDR im Predigerkloster Erfurt beteiligt.
Nach der deutschen Wiedervereinigung unternahm Zimpel Reisen nach Spanien, Rumänien, Italien, Frankreich, Litauen, Brasilien, und Peru und mehrmals für mehrere Wochen in die Sahara. Dabei drehte er in der Sahara den Dokumentarfilm Die Farben des Windes und in Brasilien und Peru Poesie der Legenden.
Zimpel malte u. a. auf selbst geschöpften Papieren in Lasurtechnik und unter Verwendung unterschiedlichen Materialien und schuf plastische Grafiken und Materialbilder. Er entwarf Plakate, so 1999 für Weimar: Kulturhauptstadt Europas und für die Erfurter Krämerbrückenfeste, und illustrierte Bücher, von denen in Erfurt vor allem 2003 Ein Sommer mit dem Brückenkater Franz. Geschichten von der Erfurter Krämerbrücke von Hans-Jörg Dost besondere Beachtung fand.
Zimpel galt als einer der wichtigsten zeitgenössischen Künstler Erfurts. Er unterrichtete u. a. auch an der Bauhaus-Universität Weimar und der Fachhochschule Erfurt.
Zimpel hatte an der Spitze einer Erfurter Bürgerinitiative maßgeblichen Anteil daran, dass das Vorhaben, die Krämerbrücke aus dem Eigentum der Stadt an private Investoren zu verkaufen, nicht realisiert wurde. Aus dieser Bürgerinitiative entstand 1996 die Krämerbrückenstiftung, zu deren Stiftungsrat Zimpel gehörte.
2017 wurde Zimpel mit dem Ehrenbrief und der Ehrengabe der Stadt Erfurt gewürdigt.
Zimpel lebte ab 1972 bis zu seinem Umzug in ein Erfurter Pflegeheim in einer kleinen Wohnung in der Krämerbrücke 4. Sein Atelier hatte er im gegenüberliegenden Haus.

## Werke (Auswahl)
- Die Saßnitz im Hafen (1964, Linolschnitt, 35 × 60 cm)
- Vilnius (1987, Acryl, 100 × 75 cm; auf der X. Kunstausstellung der DDR)[3]
- Erfurter Resignien (1992; Mappe mit 11 Original-Lithografien auf Bütten, 40 × 52 cm; mit Gedichten von Hans-Jörg Dost; Verlag Ernst August Zimmermann, Erfurt; Auflage: 50 Ex.)

## Ausstellungen (unvollständig)
Einzelausstellungen
- 1995: Gera, Kunstsammlung Gera, und Bad Wildungen, Kurmuseum (mit Harald Reiner Gratz und Horst Peter Meyer)

Ausstellungsbeteiligungen
- 1965: Frankfurt/Oder, Rathaus („Kunstpreisträger des FDGB“)
- 1979 und 1984: Erfurt, Bezirkskunstausstellungen
- 1987/1988: Dresden, X. Kunstausstellung der DDR
- 1999/2000: Gera, „InnenSichten. Kunst in Thüringen 1945 bis heute“, Kunstsammlung Gera, Orangerie